# Hadroibidion pullum
Hadroibidion pullum là một loài bọ cánh cứng trong họ Cerambycidae.